# 원태희
원태희(1978년 12월 13일 ~ )는 대한민국의 배우이다.

## 학력
- 서울시립대학교 신소재공학과 학사

## 출연작

### 영화
- 《나는 나를 해고하지 않는다》 (2021년) - 인사팀장 역
- 《대구에서》 (2017년)
- 《컴, 투게더》 (2017년) - 소장 역
- 《블랙스톤》 (2016년)
- 《Cinema》 (2015년, 주연, 감독, 각본)
- 《고란살》 (2015년) - 최태원 역
- 《공백의 얼굴들》 (2015년)
- 《지옥화》 (2014년) - 지월 역
- 《야간비행》 (2014년) - 용주 모의 연하남 친구 역
- 《엔트리》 (2013년) - 호르라기 공안 역
- 《비처럼 음악처럼》 (2012년) - 태준 역
- 《백야》 (2012년) - 원규 역
- 《새 삶》 (2011년)
- 《심장이 뛰네》 (2011년)
- 《습도 0%》 (2009년) - 남자 1 역
- 《이브의 유혹 - 그녀만의 테크닉》 (2007년) - 민규 역
- 《생리해서 좋은 날》 (2005년)
- 《라디오 드림스》 (2004년) - 아들 역
- 《청풍명월》 (2003년) - 죄수 1 역
- 《최강 남매 트레이닝기》 (2003년)
- 《미워도 다시 한 번 2002》 (2002년) - 양 기자 역
- 《4발가락》 (2002년) - 부하 8 역

### 드라마
- 《무적의 낙하산 요원》 (SBS, 2006년) - 이주빈 역
- 《닥터 깽》 (MBC, 2006년) - 봉수 역
- 《드라마시티 - 포카라》 (KBS2, 2005년) - 김승우 역

### 방송
- 《다섯 남자와 아기천사》 (Mnet, 2008년)

### 뮤직비디오
- 먼데이키즈 - 착한남자+남자야 (2007년)
- 더 웨이 - 사랑...아프다 (2007년)
- 일락 - 애수 (2006년)
- 장혜진 - 마주치지 말자 (2006년)
- 손상미 - No Make Up (2005년)
- 빅마마 - 여자 (2005년)
- 나얼 - 귀로 (2005년)
- 윤여규 - Cry (2002년)